# نیروگاه الطویله
نیروگاه تولید همزمان آب و برق الطویله (به عربی: محطة الطویلة) (امارات، ۸۰ کیلومتری شرق شهر ابوظبی در مجاورت خلیج فارس)، یکی از نیروگاه‌های کشور امارات با مجموع ظرفیت تولید ۴۳۵۵٫۶ مگاوات برق و تولید ۲۹۴ میلیون گالون امپریال آب در روز (به اختصار MIGD) است.
نیروگاه الطویله یک مجتمع نیروگاهی است که شامل نیروگاه‌های الطویله A2، َA1 و B است. نیروگاه الطویله A1 با ظرفیت تولید ۱۵۹۲٫۶ مگاوات، الطویله A2 با ظرفیت تولید ۷۱۰ مگاوات و نیروگاه الطویله B با ظرفیت تولید ۲۰۵۳ مگاوات است.

## مشخصات نیروگاه
نیروگاه الطویله یک مجتمع نیروگاهی است که شامل نیروگاه‌های الطویله A2 ،A1 و B است.

### نیروگاه الطویله A1
نیروگاه الطویله A1 دارای ظرفیت تولید ۱۵۹۲٫۶ مگاوات و تولید آب ۸۴ میلیون گالون امپریال در روز است.
این نیروگاه در ابتدا با ظرفیت تولید حدود ۱۳۷۰ مگاوات بود که شامل ۸ واحد گازی حدود ۱۰۰ مگاواتی مدل GE-F9، (که ۳ واحد 9151E و ۳ واحد جدید 3 9171E) همراه با بویلر بازیاب حرارتی (HRSG) و ۳ واحد بخار ۲۰۰ مگاواتی ساخت آلستوم بود.
در سال ۲۰۰۹ این نیروگاه توسعه داده شد و واحدهای جدید اضافه شده را الطویله A10 نامیدند.
نیروگاه جدید شامل ۲ واحد گازی مدل GE9E همراه ۲ بویلر بازیاب حرارتی (HRSG) است. ظرفیت اضافه‌شده توسط نیروگاه A10، مقدار ۲۱۶٫۸ مگاوات بود که همراه با A1 اولیه، به ظرفیت خالص تولید ۱۵۹۲٫۶ مگاوات رسید.

### نیروگاه الطویله A2
نیروگاه سیکل ترکیبی الطویله A2 با ظرفیت تولید ۷۱۰ مگاوات است که شامل ۳ واحد گازی مدل V94.3A.1 ساخت زیمنس و ۲ توربین بخار همراه ۳ بویلر بازیاب حرارتی (HRSG) است. ظرفیت تولید آب، ۵۰ میلیون گالون امپریال در روز است که شامل ۴ واحد آب شیرین‌کن است که از گرمای تلف‌شده توربین گاز استفاده می‌کند.
این نیروگاه در ۹ اکتبر ۲۰۰۱ راه‌اندازی شد.

### نیروگاه الطویله B
نیروگاه الطویله B با ظرفیت تولید ۲۰۵۳ مگاوات و ظرفیت تولید آب، ۱۶۰ میلیون گالون امپریال در روز است که خود شامل ۳ قسمت است. نیروگاه اولیه B (به اختصار IB)، توسعه نیروگاه اولیه B (به اختصار IBE) و توسعه نیروگاه جدید B (به اختصار NBE) است.
نیروگاه IB با ظرفیت تولید ۸۷۶ مگاوات است که شامل ۶ واحد بخار ۱۴۶ مگاواتی ساخت ABB از نوع DKE 2-1063 است. همچنین، ظرفیت تولید آب، ۷۵ میلیون گالون امپریال در روز است که شامل ۶ واحد آب شیرین‌کن هر یک با ظرفیت ۱۲٫۵ میلیون گالون امپریال آب در روز است. توربین‌های بخار دارای ۶ مولد بخار ساخت باب‌کوک هر یک به ظرفیت ۶۵۰ تن/ساعت است.
نیروگاه IBE با ظرفیت تولید ۳۳۷ مگاوات است که شامل ۲ واحد گازی ۹۷ مگاواتی همراه با بازیاب حرارتی (HRSG) و ۱ واحد بخار ۱۴۳ مگاواتی است. همچنین، ظرفیت تولید آب، ۲۳٫۱ میلیون گالون امپریال در روز است که شامل ۳ واحد آب شیرین‌کن هر یک با ظرفیت ۷٫۷ میلیون گالون امپریال آب در روز است.
نیروگاه NBE با ظرفیت تولید ۹۴۷ مگاوات است که شامل ۳ واحد گازی ساخت زیمنس مدل V94.3A همراه با بویلر بازیاب حرارتی (HRSG) و ۱ واحد بخار است. همچنین، ظرفیت تولید آب، ۶۸٫۴ میلیون گالون امپریال در روز است که شامل ۴ واحد آب شیرین‌کن است. این نیروگاه ۳۰ اکتبر ۲۰۰۸ راه‌اندازی شد.